# Pristimantis toftae
Pristimantis toftae es una especie de anfibio anuro de la familia Craugastoridae.

## Distribución
Esta especie habita en la cuenca alta del sur de la Amazonia:
- en Bolivia en los departamentos de Cochabamba y La Paz;
- en Perú en las regiones de Cuzco, Puno y Madre de Dios;
- en Brasil en el estado de Acre.[4]

## Etimología
Esta especie lleva el nombre en honor a Catherine Ann Toft.

## Publicación original
- Duellman, 1978 : Three new species of Eleutherodactylus from Amazonian Peru (Amphibia: Anura: Leptodactylidae). Herpetologica, vol. 34, n.º 3, p. 264-270.[5]